# کارگزار اقتصادی
در علم اقتصاد، کارگزار اقتصادی به فعال و به صورت مشخص‌تر به تصمیم‌گیرنده‌ در یکی از الگوهای اقتصادی گفته می‌شود که برای بررسی یکی از جنبه‌های اقتصاد ساخته شده است. معمولا هر کارگزار باید به حل یک مسئلهٔ بهینه‌سازی یا انتخاب بپردازد. 
به عنوان مثال، خریدار و فروشنده در مدل‌های تعادل جزئی یک بازار واحد، دو کارگزار اصلی هستند. درمدل‌های اقتصاد کلان، به ویژه مدل‌های تعادل عمومی پویای تصادفی که صریحا مبتنی بر پایه‌های اقتصاد خرد هستند، اغلب خانوارها، بنگاه‌ها و دولت یا بانک‌های مرکزی کارگزاران اقتصادی در نظر گرفته می‌شوند. هر یک از این نمایندگان ممکن است نقش‌های مختلفی را در اقتصاد بازی کند. مثلا برای خانوارها ممکن است نقش مصرف‌کننده، کارگر و رأی‌دهنده بررسی شود. برخی از مدل‌های اقتصاد کلان انواع بیشتری از کارگزاران را در نظر می‌گیرند مانند کارگران و خریداران یا بانکهای تجاری.